# 拉斯埃伦西亚斯
拉斯埃伦西亚斯，是西班牙卡斯蒂利亚-拉曼恰托莱多省的一个市镇。总面积91平方公里，总人口709人（2001年），人口密度8人/平方公里。